# Lady of Mann (Schiff, 1976)
Die Lady of Mann war eine 1976 gebaute Ro-Ro-Fähre der Isle of Man Steam Packet Company und verkehrte vor allem zwischen der Isle of Man und Liverpool. 1995 führte sie kurzzeitig die portugiesische Flagge und fuhr von 2005 bis zur Abwrackung 2011 als griechische Panagia Soumela.

## Geschichte
Der Neubau ersetzte die 1946 gebaute Fähre King Orry, die Ende 1975 aus dem Dienst genommen worden war. Nach der Auslieferung der „Lady“ – wie das Schiff genannt wurde – erfolgte einen Tag später am 30. Juni 1976 die Jungfernfahrt von Douglas nach Liverpool. Auf dieser Verbindung verblieb die Lady of Mann in den nächsten Jahren hauptsächlich. Zusätzlich bediente sie saisonal Linien nach Fleetwood, Ardrossan, Belfast, Dublin und Llandudno sowie Charterfahrten nach Workington oder Barrow-in-Furness. Als die neu gegründete Reederei Manx Line 1977 ihren Betrieb nicht rechtzeitig aufnehmen konnte, übernahm die „Lady“ kurzfristig die Bedienung der Routen, ebenso im Folgejahr, als technische Probleme am Schiff der Manx-Line auftraten. Im Winter wurde das Schiff in der Regel aufgelegt, ab 1985 fuhr es auch im Winter regelmäßig und überzeugte durch seine guten Seeeigenschaften bei schwerem Wetter.
1988 wurde die Passagierkapazität aufgrund geänderter Vorschriften auf 1200 Fahrgäste reduziert. Zwischen Mai und Juni 1989 wurde das Schiff in der Werft Wright and Beyer in Birkenhead umgebaut. Die Fahrzeugkapazität wurde auf 130 Pkw erhöht, die Anzahl der zu befördernden Passagiere auf 1000 reduziert. Die Vermessung stieg auf 3084 BRT bzw. 1366 NRT bei einer Tragfähigkeit von 770 Tonnen.
1990 wurde die Fähre an die Reederei Sealink verchartert und verkehrte auf der Route zwischen Holyhead und Dún Laoghaire. Es folgten eine weitere Charter und in den nächsten Jahren wieder der Liniendienst für die eigene Reederei zwischen Douglas, Liverpool, Belfast und Dublin. 1994 wurde sie durch den Katamaran Seacat Isle of Man ersetzt und in Birkenhead aufgelegt, kehrte jedoch bereits am 1. Februar 1995 in den Dienst zurück.
Im Juli 1995 charterte die zur portugiesischen Grupo Sousa gehörende Porto Santo Line die Fähre für ihren Liniendienst zwischen Madeira und der Nachbarinsel Porto Santo zunächst für drei Monate und verlängerte die Charter bis November 1995. Für diesen Einsatz wurde die Lady of Mann eigens im portugiesischen Zweitregister auf Madeira registriert und fuhr unter der portugiesischen Flagge. Mit der Charter testete die Reederei die Abläufe eines RoRo-Schiffes. Bis dahin beförderte sie Fahrzeuge mit dem Frachter Madeirense, die umständlich mit einem Kran geladen werden mussten. Die Fähre überzeugte durch das einfache Be- und Entladen, ein Ankauf scheiterte jedoch, da die Isle of Man Steam Packet Company die „Lady“ als Reserveschiff behielt.
Nach der Rückkehr setzte die Reederei die „Lady“ auf der Verbindung zwischen Liverpool und Dublin ein. Von 1998 bis 2005 wurde die Lady of Mann in den Sommermonaten erneut verchartert, diesmal an die ebenfalls zur Grupo Sousa gehörenden Açorline und verkehrte unter britischer Flagge zwischen den Inseln der Azoren. Von Februar bis Juli 2001 wurde die Fähre wieder umgebaut, dieses Mal bei Cammell, Laird & Company in Birkenhead. Die Fahrzeugkapazität betrug anschließend 115 Pkw, die Passagierkapazität änderte sich auf 800 Fahrgäste.
Im Oktober 2005 verkaufte die Isle of Man Steam Packet Company die 30 Jahre alte „Lady“ an die griechische Dafnes Shipping und deren Reederei SAOS Ferries. Beim letzten Umbau wurde statt der seitlichen Ladebereiche eine RoRo-Rampe im Heck des Schiffes eingebaut. Die Vermessung stieg auf 4482 BRT, das Schiff erhielt den Namen Panagia Soumela und verkehrte auf der Verbindung zwischen Lavrio und Lemnos. 2011 wurde sie endgültig ausgemustert und ab dem 10. August 2011 in den türkischen Abwrackwerften von Aliağa verschrottet.

## Das Schiff
Aufgrund des anhaltend hohen Bedarfs an Autofähren bestellte die britische Reederei Isle of Man Steam Packet Company eine vierte Autofähre und Schwesterschiff der 1972 gebauten Mona’s Queen bei der Ailsa Shipbuilding Company. Der Neubau wurde unter der Baunummer 547 in Troon auf Kiel gelegt und lief am 4. Dezember 1975 vom Stapel. Als zweites Schiff der Reederei erhielt es den Namen Lady of Mann nach der 1930 gebauten und 1972 abgewrackten Namensvorgängerin Lady of Mann. Zugleich war es das 36. Schiff der Reederei seit der Gründung im Jahr 1830. Von seinem Schwesterschiff unterschied es sich durch eine stärkere Motorisierung und äußerlich vor allem durch die vier statt drei Fenster unterhalb der Brücke.
Die Länge des Schiffes betrug 104,43 Meter, es war 16,74 Meter breit und wies einen Tiefgang von 3,63 Metern auf. Es war nach der Ablieferung mit 2990 BRT bzw. 1326 NRT vermessen und hatte eine Tragfähigkeit von 500 Tonnen. Der Antrieb bestand aus zwei Pielstick-Zwölfzylinder-Dieselmotoren vom Typ 12PC2-2V-400, deren Leistung zusammen 11.500 PS betrug. Diese wirkten auf zwei Schrauben, das Schiff erreichte eine Geschwindigkeit von 23,0 Knoten. Die Fähre konnte bis zu 1600 Passagiere und 100 Pkw befördern. Die Besatzung bestand aus 50 Offizieren und Mannschaften. Eine Besonderheit des Schiffes waren die seitlichen Laderampen, die zum Zeitpunkt des Baus bereits überholt waren. Die Reederei hielt dennoch an ihnen fest, da die Hafeneinrichtung in Douglas keine Beladung über den Bug oder das Heck zuließ.